# Clubiona coreana
Clubiona coreana är en spindelart som beskrevs av Paik 1990. Clubiona coreana ingår i släktet Clubiona och familjen säckspindlar. Inga underarter finns listade i Catalogue of Life.